# Iškašimski greben
Iškašimski greben (rus. Ишкашимский хребет) je planinski je lanac u planinama Pamir u Tadžikistanu, u krajnjem jugozapadnom kutu autonomne pokrajine Gorno-Badahšan (Iškašimski rajon).
Greben je dugačak oko 90 km, teče duž desne obale rijeke Panj i istočne granice Iškašimskog rajona s Roštkalinskim rajonom. Obuhvaća važno područje za ptice Iškešim. Planine se uzdižu na jugu do maksimalne nadmorske visine od 6096 m na vrhu Majakovskog, koji se nalazi na spoju Iškašimskog grebena sa Šahdarskim grebenom koji se pruža u smjeru istok-zapad. U ovim planinama postoji obilje toplih izvora, uključujući termalno lječilište Garm-Čašma.